# Поссидий Каламский
Поссидий Каламский (лат. Dioecesis Calamensis, IV век, Нумидия — около 437 г., Италия) — святой Римско-Католической церкви, епископ епархии Каламы.

## Биография
Около 397 года Поссидий был рукоположён в сан епископа Каламы. Следуя примеру Августина, Поссидий основал возле Каламы монастырь. В течение 40 лет он был другом Августина. Принимал участие в карфагенских соборах 403, 407, 410, 411 и 419 годов. Противостоял донатистам и последователям пелагианства. В 408 году Поссидий чуть было не лишился жизни во время нападения местных язычников. В 409 году Поссидий вместе с другими четырьмя епископами отправился к императору Гонорию в Рим, чтобы просить у него защиты от данатистов и ужесточения либерального законов для еретиков. В 410 году он познакомился в Риме со святым Павлином Ноланским. Вернувшись в Каламу, он вступил в переписку со святым Августином. В 416 году он принимал участие в соборе в Миле, который обратился с письмом к Римскому папе Иннокентию I осудить пелагианство.
В 428 году, во время нашествия вандалов в Северную Африку, Посидий бежал в Гиппон к святому Августину, где присутствовал в 430 году при его смерти. Около 435 года он вернулся в Каламу, где выступал против поддерживаемого королём вандалов Гейзерихом арианства.
В 437 году Посидий был изгнан из Каламы и перебрался в Италию, где в этом же году умер.

## Сочинения
Поссидий написал одну из первых биографий святого Августина под названием «Indiculus Librorum. Tractatorum Et Epistolarum Sancti Augustini».

## Прославление
19 августа 1672 года Поссидий был беатицирован Римским папой Климентом X.
День памяти в Католической церкви — 16 мая.

## Источник
- Herbermann Charles, Catholic Encyclopedia, «Possidius», Robert Appleton Company, 1913
- Weiskotten, Herbert T. (2008). The Life of Saint Augustine: A Translation of the Sancti Augustini Vita by Possidius, Bishop of Calama. Evolution Publishing, Merchantville NJ, U.S.A.. ISBN 1-889758-90-6 ISBN 978-1-889758-90-9